# ¿Usted no sabe quién soy yo? 2
¿Usted no sabe quién soy yo? 2 es una película de comedia colombiana de 2017 dirigida por Fernando Ayllón y Andrés Felipe Orjuela. La película es una continuación de ¿Usted no sabe quién soy yo? estrenada en 2016, la película fue protagonizada por Ricardo Quevedo, Iván Marín, Freddy Beltrán, Abril Schreiber, Fabio Restrepo, Liss Pereira y Aída Morales.

## Sinopsis
Ricardo, Crist y Valentino siguen metidos en líos. Ricardo necesita dinero para promover su campaña como humorista. Para colmo, un vergonzoso vídeo suyo se hace viral y debe hallar la manera de recuperar su relación con Margarita, enfrentándose a la falta de dinero, la sobreprotección de su mamá y la influencia de su mánager Úrsula.

## Reparto
- Ricardo Quevedo es Ricardo.
- Iván Marín es Valentino.
- Freddy Beltrán es Crist.
- Abril Schreiber es Margarita.
- Liss Pereira es la asistente social.